# عصابه
عُصّابه  یا «چرغدیه» پارچه سیاه‌رنگی از جنس ابریشم یا کتان است،  که زنان میانسال و پیر زنان عرب به دور سر خود می‌پیچند. در این حالت شیله در بالای سر، زیر «عُصّابه» قرار می‌گیرد. این پوشش در عراق، کویت، جنوب فلسطین در نوار غزه و منطقة بئرالشبع و صحرای نگو و در بین عرب‌های خوزستان متداول و مرسوم است. امروزه پوشش عُصّابه در خوزستان در شهر و روستا معمول است و در مراسم عزاداری نیز اغلب زنان از آن استفاده می‌کنند و برای نشان دادن تألم روحی خود، روی عُصّابه گِل می‌مالند. در قسمت‌هایی از ایران نیز این پوشش وجود دارد، زنجان یکی از شهرهایی است که عصابه در آن استفاده می‌شود. در روایات تشیع آمده‌است که هنگامی که خلیفهٔ دوم، عمر با یارانش به در خانه علی آمد تا در صورت ادامه امتناع علی از بیعت با خلیفه اول، وی را به زور به مسجد ببرد، فاطمه همسر علی پشت در نشسته بود و عُصّابه بر سر بسته بود و بدنش در عزای رسول الله بیمار و نحیف شده بود.

## عُصّابه در ادبیات فارسی
بلعمی در کتاب تاریخ بلعمی در خلال آوردن داستان «گریختن پرویز از مدائن»، در میان جامه‌های خسرو پرویز که بندوی بر تن کرد، از عصابَه نیز به‌عنوان سربند نام می‌بَرَد. محمدتقی بهار در پاورقی جلد دوم کتاب سبک‌شناسی، عصابه، در معنای عام را عمامهٔ عرب می‌داند و عصابهٔ خسرو پرویز، را «سربندی از زر که به گوهرها آراسته‌است و پادشاهان ساسانی موی سر و پیشانی را بدان می‌بستند» می‌داند.
احمد محمود یکی از داستان‌نویسان برجستهٔ ایرانی نیز در توصیف مردم جنوب به عصابه در کتاب داستان یک شهر این چنین می‌گوید «تو جمعیت چشمم می‌افتد به زن علی دادی، که عُصّابه بسته است.»